# Grand Couronné
Pour la commune, voir Grand-Couronne.
Le Grand Couronné est une butte-témoin dans le département de Meurthe-et-Moselle. Il est bordé par le sillon mosellan à l'ouest, au nord de Nancy. D'une longueur d'environ huit kilomètres pour 3 kilomètres de largeur, il culmine à 410 m d'altitude.

## Patrimoine historique
Rempart naturel, il a toujours protégé Nancy[réf. nécessaire], capitale du duché de Lorraine. Ainsi plusieurs monuments historiques sont situés sur ses coteaux :
- le prieuré de Blanzey ;
- Lay-Saint-Christophe ;
- l’ancienne abbaye de Bouxières-aux-Dames.